# Association islamique des enseignants d'Iran
Le Association islamique des enseignants d'Iran (en persan : انجمن اسلامی معلمان ایران) est une organisation syndicale politique iranien réformiste. La plupart des membres sont des enseignants du ministère de l'Éducation.